# Palmares do Sul (ort)
Palmares do Sul är en ort i Brasilien.   Den ligger i kommunen Palmares do Sul och delstaten Rio Grande do Sul, i den södra delen av landet, 1 600 km söder om huvudstaden Brasília. Palmares do Sul ligger 5 meter över havet och antalet invånare är 8 392.
Terrängen runt Palmares do Sul är mycket platt. Havet är nära Palmares do Sul västerut. Runt Palmares do Sul är det glesbefolkat, med 10 invånare per kvadratkilometer..
Trakten runt Palmares do Sul består till största delen av jordbruksmark.